# 大甲李綜合醫院
大甲李綜合醫院（全銜為李綜合醫療社團法人大甲李綜合醫院）是臺中市大甲區的區域教學醫院，隸屬於李綜合醫療社團法人。1997年，大甲李綜合醫院獲評乙級加護中心，當時為海線地區加護中心等級最高的醫院。

## 外部連結
- 黃信儒、鄭孝欽. . 民視. 2020年1月27日  [2020年2月22日]. （原始内容存档于2020年8月13日） （中文（臺灣））.
- 白錫鏗. . 聯合. 2020年2月6日 （中文（臺灣））.
- 陳世宗. . 中時. 2020年8月11日  [2020年9月7日]. （原始内容存档于2020年8月24日） （中文（臺灣））.
- . 中廣. 2020年8月11日 （中文（臺灣））.[]
- 游振昇. . 聯合. 2020年8月11日 （中文（臺灣））.
- 張軒哲. . 自由. 2020年8月11日 （中文（臺灣））.